# Kecamatan Sawangan (distrikt i Indonesien, Jawa Barat)
Kecamatan Sawangan är ett distrikt i Indonesien.   Det ligger i provinsen Jawa Barat, i den västra delen av landet, 16 km söder om huvudstaden Jakarta.